# KRTAP13-4
KRTAP13-4 (англ. Keratin associated protein 13-4) – білок, який кодується однойменним геном, розташованим у людей на довгому плечі 21-ї хромосоми. Довжина поліпептидного ланцюга білка становить 160 амінокислот, а молекулярна маса — 17 755.
| 10         |  | 20         |  | 30         |  | 40         |  | 50         |
| ---------- |  | ---------- |  | ---------- |  | ---------- |  | ---------- |
| MSYNCCSRNF |  | SSRSFGGYLY |  | YPGSYPSSLV |  | YSTALCSPST |  | CQLRSSLYRD |
| CQKTCWEPAS |  | CQKSCYRPRT |  | SILCCPCQTT |  | CSGSLGFRSS |  | SCRSQGYGSR |
| CCYSLGNGSS |  | GFRFLKYGGC |  | GFPSLSYGSR |  | FCYPNYLASG |  | AWQSSCYRPI |
| CGSRFYQFTC |  |            |  |            |  |            |  |            |

A: Аланін

C: Цистеїн

D: Аспарагінова кислота

E: Глутамінова кислота

F: Фенілаланін

G: Гліцин

I: Ізолейцин

K: Лізин

L: Лейцин

M: Метіонін

N: Аспарагін

P: Пролін

Q: Глутамін

R: Аргінін

S: Серин

T: Треонін

V: Валін

W: Триптофан